# Daseochaeta viridis
Daseochaeta viridis là một loài bướm đêm trong họ Noctuidae.